# Memoirs (film)
Pour plus de détails, voir Fiche technique et Distribution.
Memoirs est le premier film réalisé par Bashar Shbib, d'après la pièce de John Beckett Wimbs, The Memoirs Of Johnny Daze, lauréate au Quebec Drama festival au printemps 1984.

## Synopsis
Un jeune auteur nommé Johnny Daze arrive en ville, en quête d'inspiration. Il fait la rencontre de Ida Rage, une artiste qui collectionne des objets trouvés. Un de ces objets qu'elle veut ajouter à sa collection se révèle être une chanteuse nommée Lotta Lov.

## Fiche technique
- Titre : Memoirs
- Réalisation : Bashar Shbib
- Scénario : Michel Gagnon, David Roche, Norma Jean Sanders,Bashar Shbib, Ian Stephens, John Beckett Wimbs
- Production : Grace Avrith, Mark Ettlinger, Jan Friedman, Denyse Ostiguy
- Photographie : Christian Duguay, Bill Kerrigan
- Montage : Bashar Shbib, Amy Webb
- Musique : (Condition), Julia Gilmore, Edward Straviak, Philip Vezina
- Budget : 47 000$
- Pays d'origine : Canada (Québec)
- Langue : anglais
- Durée : 83 min
- Date de sortie : 28 décembre 1984

## Distribution
- Johnny Daze : Philippe Baylaucq
- Ida Rage : Norma Jean Sanders
- Lotta Lov : Julia Gilmore

## Production
Après l'achat des droits, Shbib prend 2 semaines pour réécrire et 3 mois pour compléter le film tourné à Montréal avec un budget de 47 000 $. Christian Duguay, réalisateur québécois, est directeur de la photographie sur le film.

## Diffusion et réception
Memoirs est projeté pour la première fois le 21 décembre 1984 au Conservatoire d'Art cinématographique de Montréal à l'université Concordia. Le film est par la suite présenté du 28 décembre 1984 au 3 janvier 1985 à la salle James Agee du Bleecker Street Cinema dans Greenwich Village à New York. Pour l'occasion, la salle James Agee est tapissée de peintures en référence à un personnage du film qui collectionne l'Art.
Le film reçoit une critique plutôt favorable de Janet Maslin dans le New York Times. Il est également présenté au Festival du film de Toronto en septembre 1985 puis aux Rendez-vous du cinéma québécois le 2 février 1986, ainsi qu'au Festival du Film de Munich (Filmfest München) où il a été bien reçu.

## Style et genre
Memoirs a été comparé au cinéma de John Waters dans la revue Cinema Canada, et a été qualifié de « soap-operetta » et de « mélodrame New Wave » (« New Wave Melodrama ») par Thomas Schnurmacher dans Montreal Gazette. Pierre Véronneau, dans la revue Cinémas, attribue à Memoirs « un style punk perverti ».

## Processus créatif
Shbib raconte dans une entrevue que le scénario était dialogué mais que le jeu d'acteur était improvisé, et qu'il tournait la plupart des scènes une ou deux fois seulement. De plus, c'était la première fois que Philippe Baylaucq, l'acteur principal, jouait dans un film.